# Hans Mikosch
Hans Mikosch (7 de enero de 1898 - 18 de enero de 1993) fue un general alemán (Generalleutnant) en la Wehrmacht durante la II Guerra Mundial quien comandó la 10.ª División de Granaderos Panzer y después la 13.ª División Panzer. Recibió la Cruz de Caballero de la Cruz de Hierro con Hojas de Roble. Mikosch se rindió al Ejército Rojo en abril de 1945; permaneció en cautividad hasta 1955.

## Biografía
Nacido en 1898, Mikosch se hizo voluntario del ejército del Imperio alemán en 1914. Después de dos años de servicio en la I Guerra Mundial, recibió una comisión en un batallón de ingenieros. Después de la guerra, se alistó a las fuerzas de policía, donde estuvo varios años hasta que se unió al Ejército alemán en 1935 como ingeniero. Con el rango de Oberstleutnant (teniente coronel), comandó el 51.º Batallón de Ingenieros que combatió en la Batalla de Polonia en 1939 y asistió en la captura del fuerte Eben-Emael en Bélgica el 11 de mayo de 1940. Poco después, recibió la Cruz de Caballero de la Cruz de Hierro.
Promovido a Oberst (coronel) en 1942, Mikosch era el comandante del 677.º Regimiento de Ingenieros, que tomó parte en la Batalla de Stalingrado y que le valió las Hojas de Roble de la Cruz de Caballero, y al año siguiente, fue temporalmente comandante de la 10.ª División de Granaderos Panzer desde finales de julio a finales de diciembre, durante lo cual luchó en la Operación Citadel y en la Batalla de Kiev. Después tomó el mando de la 13.ª División Panzer el 23 de diciembre. Su nuevo mando, que se había visto muy involucrado en el frente oriental, fue retirado del frente y pasó a ser reequipado. Durante este tiempo fue promovido a Generalmajor (equivalente al rango de general de brigada en el Ejército de EE. UU.). A su retorno al frente, la 13.ª División Panzer tomó parte en el cerco de Korsun-Cherkasy y la subsiguiente retirada al río Bug.
Después de que su periodo al mando de la 13.ª División Panzer finalizara en mayo de 1944, Mikosch asumió el puesto de comandante de la ciudad de Boulogne en Francia. Después estuvo al mando del XIII Comando de Alta Ingeniería y después hacia el final de la guerra, fue responsable de las fortificaciones en Prusia Oriental. Habiendo sido promovido a Generalleutnant (equivalente al rango de mayor general en el Ejército de EE. UU.) el mes anterior, se rindió a las fuerzas soviéticas el 8 de abril de 1945. Fue retenido en la Unión Soviética por más de 10 años antes de ser liberado. Después vivió en Westfalia, donde murió en 1993.

## Condecoraciones
- Cruz de Hierro (1914) 2.ª & 1.ª Clase[6]
- Cruz de Hierro (1939) 2.ª & 1.ª Clase[6]
- Cruz Alemana en Oro el 13 de noviembre de 1942 como Oberst y comandante del 677.º Regimiento de Ingenieros[7]
- Cruz de Caballero de la Cruz de Hierro el 21 de mayo de 1940 como Oberstleutnant y comandante del 51.º Batallón de Ingenieros[3]
- Hojas de Roble de la Cruz de Caballero el 6 de marzo de 1943 como Oberst y comandante del 677.º Regimiento de Ingenieros y líder del Kampfgruppe im Raum de Stalingrado[4]